# Pro Bowl 1994
Match précédent Match suivant
Le AFC-NFC Pro Bowl 1994 est le Match des étoiles de football américain de la National Football League pour la saison 1993. Il se joue au Aloha Stadium d'Honolulu le 6 février 1994 entre les meilleurs joueurs des deux conférences de la NFL, la National Football Conference et l'American Football Conference. La rencontre est remportée sur le score de 17 à 3 par l'équipe représentant la National Football Conference.